# LOST (第6シーズン)
テレビドラマシリーズ『LOST』の最終第6シーズンは、アメリカ合衆国及びカナダでは2010年2月2日に放送が始まった。シリーズのシーズン初回の視聴者数は第2シーズン以降下落し続けていたが、今シーズンは初めて上昇して1210万人を獲得した。シーズンは2月2日から5月18日までは火曜の9時に放送された。最終回は5月23日の日曜に放送された。最終回は午後9時より2時間30分放送され、その後30分のローカルニュース枠の後の午後12時5分からはスペシャル番組『Jimmy Kimmel Live: Aloha to Lost』が放送された。シーズンでは引き続いて2004年9月22日に南太平洋上の謎の島に墜落したオーシャニック航空815便の生存者を中心に展開し、1970年代に水素爆弾を爆発させた直後より2つの物語が始まる。1つの物語は引き続いて島で展開され、もう片方は815便が墜落しなかった世界「フラッシュ・サイドウェイ」として描かれる。シーズンのDVD及びBlu-rayセットはシリーズのコンプリートボックスと同時の2010年8月24日に発売された。

## 製作
2007年5月7日、ABCエンターテインメント社長のスティーヴン・マクファーソンは、『LOST』は2009年-2010年のテレビシーズン中に「待望で衝撃的なフィナーレ」で終了すると発表した。マクファーソンは「我々は『LOST』が適切で創造的な結論を得るための唯一の方法だと感じた」と述べた。2007年-2008年のテレビシーズン開始時点で、シリーズは残り3シーズンで48話が放送され、各シーズンは16話ずつとなる予定であった。しかしながら2007年-2008年全米脚本家組合ストライキの影響により、第4シーズンは14話に短縮され、第5シーズン及び第6シーズンは17話ずつとなった。だが2009年6月29日、最終シーズンはさらに1時間追加されて計18話となることが発表された。
2009年のコミコン・インターナショナルの際には第6シーズンに関する多くの情報が出された。カールトン・キューズは第6シーズンではタイムトラベルもフラッシュフォワードも無くなり、違う何かへと移ると述べた。ジョシュ・ホロウェイは、ソーヤーはジュリエットを失ったあとに昔の自分へと戻るだろうと述べた。キューズとリンデロフは、ダーマ・イニシアティブは番組で最早重要な役割を果たさないが、「ダーマ・ミシガン・コネクション」が第6シーズンで重要になると述べた。しかしながら結局これは実現しなかった。
リンデロフはまたフラッシュ・サイドウェイが重要であることを強調し、「人々は（これらは）必要のない物語だと言い、我々全員は『LOST』を語る上で100%必要だと言え、うまくいけばシーズンの終わりまでに明確となる」と述べた。また彼は「オルタネイト・リアリティ」ではなく「フラッシュ・サイドウェイ」という用語を用いた理由について、視聴者が「片方が現実でもう片方が非現実」と推測させないためだと述べた。最後の3話について説明する際、彼は「Water」と述べた。
2010年シーズンの30秒あたりのコマーシャル料は平均21万4000ドルであったが、ABCは最終回には90万ドルの値をつけた。

## キャスト
第6シーズンのメインキャストは15人であり、そのうち11人が第5シーズンからの継続、1人が第4シーズン以来の復帰、残り3人が新規のレギュラーである。第6シーズンでは新たに「フラッシュ・サイドウェイ」と呼ばれる別世界を描いたストーリーラインが導入され、ほとんど全ての主要キャラクターは、「オリジナル」と「フラッシュ・サイドウェイ」の両方のストーリーに登場する。第5シーズンから引き続いて登場するメインキャラクターは、墜落事故生存者グループのリーダーのジャック・シェパード（マシュー・フォックス）、元逃亡者のケイト・オースティン（エヴァンジェリン・リリー）、億万長者のヒューゴ・"ハーリー"・レイエス（ホルヘ・ガルシア）、元拷問兵のサイード・ジャラー（ナヴィーン・アンドリュース）、詐欺師のジェームズ・"ソーヤー"・フォード（ジョシュ・ホロウェイ）、霊媒師のマイルズ・ストローメ（ケン・レオン）、元制裁人のジンスー・クォン（ダニエル・デイ・キム）、その妻で令嬢のサンファ・クォン（キム・ユンジン）、島の原住民グループ「他のものたち」の元リーダーのベン・ライナス（マイケル・エマーソン）、サイドウェイの世界では生存しているがオリジナル世界では死亡し、黒服の男に成り代わられたジョン・ロック（テリー・オクィン）、元は漂流者で今シーズン開始時点では唯一島外に居るデズモンド・ヒューム（ヘンリー・イアン・キュージック）である。エミリー・デ・レイヴィンは第4シーズンで島内で行方不明となり、第5シーズンには登場しなかったシングルマザーのクレア・リトルトンを再び演じた。新しくメインキャラクターとなるのはパイロットのフランク・ラピーダス（ジェフ・フェイヒー）、他のものたちの有力者で不老不死のリチャード・アルパート（ネスター・カーボネル）、316便生存者のリーダーのイラーナ・ベルダンスキー（ズレイカ・ロビンソン）である。カーボネルは前3シーズンでゲスト出演した後、2009年のコミコンでエグゼクティブ・プロデューサーたちによりメインキャスト昇格が発表された。フェイヒーとロビンソンもまた前シーズンのリカーリングキャストであった。
最終シーズンでは多数の元メインキャストがゲスト出演した。エリザベス・ミッチェルは不妊治療医のジュリエット・バーク、ドミニク・モナハンはロックスターのチャーリー・ペース、ジェレミー・デイビスは物理学者のダニエル・ファラデーを演じた。イアン・サマーホルダーは815便生存者のブーン・カーライル、レベッカ・メイダーは人類学者のシャーロット・ルイスを演じた。ハロルド・ペリノーとシンシア・ワトロスはシーズン後半でそれぞれマイケル・ドーソンとリビー・スミスを再演した。リビーの復帰についてキューズは「最後にあなたたちの（リビーについての）疑問に全て答えられるだろう」と述べたが、リンデロフは冗談交じりに「いいえ、それはしないだろう」と答えた。第2シーズンのメインキャストだったミシェル・ロドリゲスは第5シーズンのカメオ出演に続き、今シーズンでも警官のアナ・ルシア・コルテス役でゲスト出演する。ブーンの義妹のシャノン・ラザフォード役のマギー・グレイスはシーズン序盤より出演すると言われていたが、グレースのスケジュールの都合のため実現せず、彼女は後半の1話のみに出演した。ミスター・エコー役のアドウェール・アキノエ＝アグバエの復帰交渉もされていたが、出演料の折り合いがつかずに決裂した。さらに製作者たちはウォルト・ロイドを再登場させようと考えたが、ウォルト役のマルコム・デヴィッド・ケリーが歳を取りすぎており、製作側がこの問題を解決できなかったために実現できなかった。ケリーは最終的にシリーズのエピローグ「新しい責任者」に出演した。
最終シーズンではこれまでのリカーリングキャラクターが多数再登場する。ジャックとクレアの実父のクリスチャン・シェパード（ジョン・テリー）、大富豪で元他のもののチャールズ・ウィドモア（アラン・デイル）、その娘でデズモンドの妻のペニー・ウィドモア（ソーニャ・ヴァルゲル）、元他のものでファラデーの母のエロイーズ・ホーキング（フィオヌラ・フラナガン）、ロックの元恋人のヘレン・ノーウッド（ケイティ・セイガル）、ハーリーの元上司のランディ・ネーションズ（ビリー・レイ・ギャリオン）、謎の316便乗客のブラム（ブラッド・ウィリアム・ヘンケ）、サイードの妻のナディア（アンドレア・ガブリエル）フランス人女性のダニエル・ルソー（ミラ・ファーラン）、科学教師のレスリー・アルツト（ダニエル・ローバック）、隻眼の他のもののミハイル・バクーニン（アンドリュー・ディヴォフ）、他のものの医者のイーサン・ロム（ウィリアム・メイポーザー）、ベン・ライナスの父のロジャー（ジョン・グリース）、傭兵のマーティン・キーミー（ケヴィン・デュランド）とオマール（アンソニー・アジジ）、815便墜落後も島で生き延びている犬のヴィンセントが再登場する。さらに815便機長のセス・ノリス役でグレッグ・グランバーグがシーズン初回で声の出演を果たしている。第5シーズン最終回で初めて姿を見せた島の責任者のジェイコブ役のマーク・ペルグリノ、その敵対者で「黒服の男」と呼ばれる人物役のタイタス・ウェリヴァーもそれぞれ再出演する。L・スコット・コードウェルとサム・アンダーソンはローズとバーナード・ナドラー夫妻役、キンバリー・ジョセフは815便のスチュワーデスで他のものたちの仲間となったシンディ役を再び務めた。第4シーズンで数話登場した通信員のジョージ・ミンコフスキー役のフィッシャー・スティーヴンスは第11話で登場する。ケヴィン・タイはロックの父のアンソニー・クーパーを再演した。他に脇役ではリン・カルノフ（スザンヌ・クラル）とダグラス・ブルックス医師（ブルース・デイヴィソン）が再登場する。
第6シーズンでは新しいリカーリングキャラクターも登場する。『デッドウッド 〜銃とSEXとワイルドタウン』の俳優であるジョン・ホークスはレノン、日本の俳優の真田広之は道厳を演じ、どちらもテンプルに住む他のものたちである。またウィリアム・アザートンはベンが働く学校の校長役でゲスト出演した。シーラ・ケリーが演じるキャラクターは当初「ケンドール」と説明されていたが、後に「ゾーイ」であることが判明した。ケリーは第8話「偵察」以降の計5話に出演した。

## 評価
アメリカ合衆国ではシーズン初回は1200万人、シリーズ最終回は1350万人の視聴者を獲得した。
第62回プライムタイム・エミー賞ではドラマシリーズ作品賞を含む12ノミネートを獲得した。最終回「終幕」により、カールトン・キューズとデイモン・リンデロフはドラマシリーズ脚本賞、ジャック・ベンダーはドラマシリーズ監督賞にノミネートされた。マシュー・フォックスはドラマシリーズ主演男優賞、マイケル・エマーソンとテリー・オクィンはドラマシリーズ助演男優賞、エリザベス・ミッチェルはドラマシリーズゲスト女優賞にノミネートされた。「長く仕えし者」はシングルカメラシリーズ美術監督賞にノミネートされた。他に「終幕」によりシリーズ作曲賞（マイケル・ジアッキーノ）、シリーズ音響編集賞、1時間コメディ・ドラマシリーズ音響賞にノミネートされた。唯一受賞を果たしはドラマシリーズシングルカメラ作品編集賞であり、「終幕」に対して贈られた。

## エピソード
シーズンは2010年2月2日に2時間枠で初回2話が放送された。その前には1時間の総集編「Lost: Final Chapter」が放送された。シーズンは2月9日以降は火曜午後9時台で続き、16回の放送で計18話が放送された。シリーズ最終回は2時間30分枠で2010年5月23日の日曜に放送された。その前には1時間の総集編「Lost: The Final Journey」が放送された。またシーズン初回の前半1時間は2010年1月30日にワイキキでファン向けに上映された。
| № | #     | タイトル                                  | 監督                       | 脚本                                                                 | 特集 キャラクター     | 放送日        | 合衆国 視聴者数 （百万人） |
| --- | ----- | ----------------------------------------- | -------------------------- | -------------------------------------------------------------------- | --------------------- | ------------- | -------------------------- |
| 104–105 | 1–2   | "LA X / テンプル" "LA X"                  | ジャック・ベンダー         | デイモン・リンデロフ & カールトン・キューズ                          | 多数                  | 2010年2月2日  | 12.09                      |
| 水素爆弾の爆発直後から2つの世界が描かれる。815便がLAXに無事に到着した世界を描く「フラッシュ・サイドウェイ」では、ケイトは保安官から逃亡し、一方ジャックは父の遺体が行方不明になっていることを知る。オリジナルの世界では、ジャックたちはジェイコブが殺された次の日まで時間移動する。ジュリエットは死亡するが、サイードは他のものたちが住むテンプルまで運ばれ、復活する。ベンにジェイコブを殺させたロックの正体は「煙のモンスター」と呼ばれていた黒服の男が化けていた姿であることが明かされ、316便でやって来たイラーナの仲間たち数人を殺す。 |       |                                           |                            |                                                                      |                       |               |                            |
| 106 | 3     | "彼女の心情" "What Kate Does"             | ポール・エドワーズ         | エドワード・キッツィス & アダム・ホロウィッツ                        | ケイト                | 2010年2月9日  | 11.05                      |
| ソーヤーはテンプルから逃げ出し、ケイトとジンは彼を連れ戻すために出発する。一方、他のものたちはサイードが感染していると判断し、毒殺しようとする。フラッシュ・サイドウェイでは、ケイトが逃走中に出会った妊婦のクレアを病院に連れて行く。 |       |                                           |                            |                                                                      |                       |               |                            |
| 107 | 4     | "代理" "The Substitute"                   | タッカー・ゲイツ           | エリザベス・サーノフ & メリンダ・スー・テイラー                      | ロック                | 2010年2月16日 | 9.82                       |
| 島では即席でロックの葬式が行われ、一方で黒服の男は島を脱出する試みのためにソーヤーを引き入れようとする。フラッシュ・サイドウェイでは、ロックは仕事をクビになり、代理教師となる。 |       |                                           |                            |                                                                      |                       |               |                            |
| 108 | 5     | "灯台" "Lighthouse"                       | ジャック・ベンダー         | カールトン・キューズ & デイモン・リンデロフ                          | ジャック              | 2010年2月23日 | 9.95                       |
| ジェイコブの命令で、ハーリーはジャックを灯台に連れて行く。一方、クレアは負傷したジンを治療しつつ、獲得した他のものを尋問する。フラッシュ・サイドウェイでは、離婚したジャックが息子デヴィッドとの仲を取り戻そうとする。 |       |                                           |                            |                                                                      |                       |               |                            |
| 109 | 6     | "日没" "Sundown"                          | ボビー・ロス               | ポール・ズビゼウスキー & グラハム・ローランド                        | サイード              | 2010年3月2日  | 9.29                       |
| 黒服の男は自分について行くか死ぬかという最後通牒をサイードから他のものたちに伝えさせる。一方で、ケイトはクレアと再会する。フラッシュ・サイドウェイでは、サイードは高利貸しから借金した兄を助ける。 |       |                                           |                            |                                                                      |                       |               |                            |
| 110 | 7     | "ライナス博士" "Dr. Linus"                | マリオ・ヴァン・ピーブルズ | エドワード・キッツィス & アダム・ホロウィッツ                        | ベン                  | 2010年3月9日  | 9.49                       |
| イラーナはベンがジェイコブを殺したと知り、彼女は彼を殺そうとする。一方、ジャック、ハーリーと死にたがっているリチャードはブラック・ロック号を訪れる。フラッシュ・サイドウェイでは、高校教師のベンが学校を改革するために校長の座を狙う。 |       |                                           |                            |                                                                      |                       |               |                            |
| 111 | 8     | "偵察" "Recon"                            | ジャック・ベンダー         | エリザベス・サーノフ & ジム・ガラッソ                                | ソーヤー              | 2010年3月16日 | 8.87                       |
| 黒服の男はソーヤーをハイドラ島に偵察のために送り出し、そこで彼はチャールズ・ウィドモアが部下を連れて島に戻ってきたことを知る。 フラッシュ・サイドウェイでは、ソーヤーはまだ本物の「ソーヤー」を捜す孤独な警官である。 |       |                                           |                            |                                                                      |                       |               |                            |
| 112 | 9     | "長く仕えし者" "Ab Aeterno"               | タッカー・ゲイツ           | メリンダ・スー・テイラー & グレゴリー・ネーションズ                  | リチャード            | 2010年3月23日 | 9.31                       |
| このエピソードではリチャード・アルパートのバックストーリーが描かれる。1867年にリチャードは奴隷としてブラック・ロック号に乗って島を訪れる。彼はジェイコブとの契約で不老不死となる代わりに彼の仲介人となる。現代では、リチャードは黒服の男が島を離れるのを止めるように説得される。 |       |                                           |                            |                                                                      |                       |               |                            |
| 113 | 10    | "パッケージ" "The Package"                | ポール・エドワーズ         | ポール・ズビゼウスキー & グラハム・ローランド                        | サン & ジン           | 2010年3月30日 | 10.13                      |
| ジンはウィドモアのチームに誘拐されてハイドラ島に運ばれ、一方黒服の男はウィドモアに会う。本島では、サンは英語を話せなくなる。フラッシュ・サイドウェイでは、サンとジンは、サンの父の仕事を達成できなかったために拉致される。 |       |                                           |                            |                                                                      |                       |               |                            |
| 114 | 11    | "目覚めの時" "Happily Ever After"         | ジャック・ベンダー         | カールトン・キューズ & デイモン・リンデロフ                          | デズモンド            | 2010年4月6日  | 9.55                       |
| 島ではウィドモアはデズモンドに多量の電磁エネルギーを浴びせる実験をする。フラッシュ・サイドウェイでは、デズモンドはチャーリーを助けたことにより、オリジナルの世界での人生を垣間見始める。 |       |                                           |                            |                                                                      |                       |               |                            |
| 115 | 12    | "ヒューゴの導き" "Everybody Loves Hugo"   | ダニエル・アティアス       | エドワード・キッツィス & アダム・ホロウィッツ                        | ハーリー              | 2010年4月13日 | 9.48                       |
| 多くの犠牲が出るのを防ぐためにハーリーはジャック、サン、ラピーダスを連れて黒服の男と話しに行く。フラッシュ・サイドウェイでは、ハーリーはリビーと再会して島での記憶を取り戻し、一方でデズモンドはオーシャニック815便の乗客たちを探し出す役割を続ける。 |       |                                           |                            |                                                                      |                       |               |                            |
| 116 | 13    | "合流" "The Last Recruit"                 | スティーヴン・セメル       | ポール・ズビゼウスキー & グラハム・ローランド                        | 多数                  | 2010年4月20日 | 9.53                       |
| 生存者たちは黒服の男たちとソーヤーたちの2グループに分かれる。ソーヤーのグループはハイドラ島に移動してサンとジンが再会した後、ウィドモアの部下によって捕らえられる。フラッシュ・サイドウェイでは、オーシャニック815便の乗客たちが偶然出会い続ける。 |       |                                           |                            |                                                                      |                       |               |                            |
| 117 | 14    | "候補者" "The Candidate"                  | ジャック・ベンダー         | エリザベス・サーノフ & ジム・ガラッソ                                | ジャック & ロック     | 2010年5月4日  | 9.59                       |
| 残りの生存者が再会した後、ソーヤーとジャックは黒服の男を出し抜いてウィドモアの潜水艦で島を脱出する計画を実行するが、候補者を皆殺しにしようとする黒服の男の罠に嵌まり、サイード、ジン、サンは命を落とす。フラッシュ・サイドウェイでは、ジャックはロックの麻痺の原因を調査し、治療しようとする。 |       |                                           |                            |                                                                      |                       |               |                            |
| 118 | 15    | "白と黒" "Across the Sea"                 | タッカー・ゲイツ           | カールトン・キューズ & デイモン・リンデロフ                          | ジェイコブ & 黒服の男 | 2010年5月11日 | 10.32                      |
| ジェイコブと黒服の男は、双子の兄弟であることが明かされる。彼らは島を護っているという謎の女性によって育てられる。黒服の男は実母を殺した養母を殺害し、彼は罰として新たな島の守護者となったジェイコブによって電磁エネルギーの源へ投げ入れられ、黒煙のモンスターに変わってしまう。 |       |                                           |                            |                                                                      |                       |               |                            |
| 119 | 16    | "すべてはこのために" "What They Died For" | ポール・エドワーズ         | エドワード・キッツィス & アダム・ホロウィッツ & エリザベス・サーノフ | 多数                  | 2010年5月18日 | 10.47                      |
| ベンは黒服の男と組み、ウィドモアを殺害する。ジェイコブは候補者の目的を説明し、ジャックは彼の後任に志願する。黒服の男はデズモンドを利用して島を破壊するために彼を探し始める。フラッシュ・サイドウェイでは、各々がコンサートに向かい始める。 |       |                                           |                            |                                                                      |                       |               |                            |
| 120–121 | 17–18 | "終幕" The End"                           | ジャック・ベンダー         | デイモン・リンデロフ & カールトン・キューズ                          | 多数                  | 2010年5月23日 | 13.57                      |
| ジャックと黒服の男はそれぞれ正反対の結果を求め、島の中心の光を消すためにデズモンドを利用する。島は崩壊を始め、黒服の男は不死の力を失う。脱出しようとする黒服の男とジャックは戦闘になり、ジャックは刺されるが、黒服の男はケイトによって背後から撃たれ、崖から突き落とされる。運命を受け入れたジャックは島の中心の光を再点火するために犠牲となる。ケイト、ソーヤー、クレア、マイルズ、フランク、リチャードはアジラ航空機で脱出する。ハーリーはジャックから島の守護者の役割を引き継ぎ、ベンはアドバイザーに任命される。フラッシュ・サイドウェイの世界は、メインキャラクターが生と死を受け入れるまで滞在し、その後は共に「去る」、「進む」ための辺獄や待機地点の一種であることが明かされる。 |       |                                           |                            |                                                                      |                       |               |                            |

## ホームメディア発売
| Lost: The Complete Sixth and Final Season |                       |               |               |                                 |                                 |
| 発売日                                    |                       |               |               |                                 |                                 |
| アメリカ合衆国 カナダ                     | アメリカ合衆国 カナダ | イギリス      | イギリス      | オーストラリア ニュージーランド | オーストラリア ニュージーランド |
| 2010年8月24日                             | 2010年8月24日         | 2010年9月13日 | 2010年9月13日 | 2010年10月20日                  | 2010年10月20日                  |